# SME
A SME az egyik legolvasottabb napilap Szlovákiában.

## Célcsoportja
A napilap célcsoportja elsősorban a nagyvárosok és nagyobb városok agglomerációjában élő, gazdaságilag a legerősebb réteget képviselő olvasók. A SME olvasói nagy részben a főiskolai végzettségű, kereső korú, magasabb szocioökonómiai státuszú, idegen nyelveket beszélő, számítógéppel dolgozó, aktív életet élő lakosságból kerülnek ki.

## Példányszáma
A lap 22 170 példányban (2024), hetente hatszor jelenik meg, terjedelme 24 és 36 oldal közötti, időnként teljesen színes különszámokat is megjelentet. Csütörtökön olvassák a legtöbben, ezen a napon a TV OKO című színes tévéműsor melléklettel adják.

## Tartalma
A SME napilap koncepciója a belföldi és külföldi hírekkel kapcsolatos professzionális újságírásra helyezi a hangsúlyt. A SME neves szlovák újságírók analitikus politikai kommentárjait közli.
Teret biztosít vélemények kifejezésére, vitáknak, vagy glosszáknak a társadalmi élet történéseinek margójára egyrészt a napilap saját kommentátorainak, másrészt külső munkatársak vagy a politikai, gazdasági, és kulturális élet jelentős személyiségeinek tollából. A napilap csaknem az összes kiadásban szentel egy oldalt egy monotematikusan feldolgozott társadalmi problémának (érintve a politikai ügyeket, gazdasági bűnözést, az egészségügy helyzetét, energia- illetve ökológiai problematikát, illetve külföldi üdülési ajánlatokat). A SME naponta feltérképezi az ország és világ kulturális eseményeit recenziókban, riportokban, vagy a rivaldafényben álló művészekkel készült beszélgetésekben.

## Története
A SME 1993 januárjának közepén jött létre. Születése közvetlen az akkori irányító hatalom beavatkozásának tekinthető. Az akkori állami napilap, a Smena visszahívta a főszerkesztőjét és igazgatóját. Nem egészen két héttel ezen lépés után létrejött a SME. A számos technikai és szervezési nehézség ellenére a SME berobbant a piacra, és megszerezte az olvasók kegyeit, miközben a Smena példányszáma megállíthatatlanul esett. 1995-ben létrejött a SME és az akkoriban már privatizált Smena fúziója.
A SME a kezdet kezdetétől kritizálta a szlovákiai társadalmi-politikai és gazdasági légkört. Sokat kritizálták a szerkesztők Vladimír Mečiar kormányának működését 1994-1998 között. 1995 októberében kísérletet tettek a napilap megszüntetésére, amikor a Concordia nevű magánnyomda megtagadta a SME kinyomtatását. Indoklásként a napilap hosszúságára hivatkoztak, a szerkesztő azonban nem volt hajlandó a számot visszavonni. Egy nappal később az a Danubiaprint is visszautasította a SME kinyomtatását, amely szorosan kötődött a kormányon lévő hatalomhoz, így a napilap kénytelen volt másik nyomdát keresni. Martin M. Šimečka után, 2006-tól Matúš Kostolný volt a SME napilap főszerkesztője. 2007. január 15-én mutatta be a napilap új dizájnját. Egy egész évig dolgoztak rajta svéd tervezőkkel közösen.
2014. október 14-én a (többek között a Gorilla-ügy nevű politikai korrupciós botrányban is érintett) Penta Investments pénzügyi csoport tulajdonrészt szerzett a lapban. Még aznap felmondott Matúš Kostolný főszerkesztő és a szerkesztőség további 50 tagja. 45 fővel létrehozták a Denník N szerkesztőségét, és előfizetéses modellben elindították az új napilapot.

## Fordítás
- Ez a szócikk részben vagy egészben  a   SME című szlovák Wikipédia-szócikk ezen változatának fordításán alapul.  Az eredeti cikk szerkesztőit annak laptörténete sorolja fel. Ez a jelzés csupán a megfogalmazás eredetét és a szerzői jogokat jelzi, nem szolgál a cikkben szereplő információk forrásmegjelöléseként.